# Paja-formatie
| Systeem                                                                                  | Serie     | Etage      | Tijd geleden (Ma) |
| ---------------------------------------------------------------------------------------- | --------- | ---------- | ----------------- |
| Paleogeen                                                                                | Paleoceen | Danien     | jonger            |
| Krijt                                                                                    | Boven     | Cenomanien | 93,9–100,5        |
| Krijt                                                                                    | Onder     | Albien     | 100,5–113,0       |
| Krijt                                                                                    | Onder     | Aptien     | 113,0–125,0       |
| Krijt                                                                                    | Onder     | Barremien  | 125,0–129,4       |
| Jura                                                                                     | Malm      | Tithonien  | ouder             |
| Indeling van het Krijt volgens de ICS. Cursieve ouderdommen hebben een grote onzekerheid |           |            |                   |

|                                                        |  |
| Gemeente Villavieja in Huila waar de formatie dagzoomt |  |

|        |        |
| 120 Ma | 105 Ma |

|                                                   |                                        |
| Kronosaurus in de warme zeeën van het Vroeg-Krijt | Villa de Leyva vandaag (El Infiernito) |

De Paja-formatie is een geologische formatie in Colombia. De formatie, dagzomend in de buurt van Villa de Leyva, in het departement Boyacá, gelegen in de Cordillera Oriental, is van Aptien-Albien-ouderdom, rond de 120 tot 110 miljoen jaar (Ma) oud.

## Eigenschappen
De formatie bestaat uit schalies met lenzen van zandsteen en kalksteenbankjes. De Paja-formatie is afgezet in de ondiepe warme zeeën van het Midden-Krijt die het centrale deel van het huidige Colombia bedekten.

## Paleontologie
In de formatie zijn fossielen gevonden van:
- Callawayasaurus columbiensis
- Kronosaurus, typesoort Kronosaurus boyacensis, genoemd naar het departement
- Platypterygius sachicarum

## Stratigrafische positie
De Paja-formatie is gelegen op de Rosablanca-formatie en wordt opgevolgd door de Tablazo-formatie.